# 악숨
악숨(암하라어: አክሱም, Axum)은 에티오피아 북부에 위치한 도시로 행정 구역상으로는 티그라이주에 속하며 과거 악숨 왕국의 수도였던 곳이다. 인구는 47,320명(2005년 에티오피아 중앙 통계국이 발표한 인구 조사 자료를 기준으로 함, 남성 20,774명, 여성 21,898명)이며 전체 인구 가운데 75%는 에티오피아 정교회 신자이다.
1980년 유네스코로부터 이 곳의 역사적 가치를 인정받아 세계유산에 선정되었다.

## 기후
| Axum의 기후                              | Axum의 기후 | Axum의 기후 | Axum의 기후 | Axum의 기후 | Axum의 기후 | Axum의 기후 | Axum의 기후 | Axum의 기후 | Axum의 기후 | Axum의 기후 | Axum의 기후 | Axum의 기후 | Axum의 기후 |
| 월                                       | 1월         | 2월         | 3월         | 4월         | 5월         | 6월         | 7월         | 8월         | 9월         | 10월        | 11월        | 12월        | 연간        |
| ---------------------------------------- | ----------- | ----------- | ----------- | ----------- | ----------- | ----------- | ----------- | ----------- | ----------- | ----------- | ----------- | ----------- | ----------- |
| 일평균 최고 기온 °C (°F)                 | 25.9 (78.6) | 27.2 (81.0) | 28.6 (83.5) | 29.4 (84.9) | 28.8 (83.8) | 27.0 (80.6) | 22.5 (72.5) | 22.3 (72.1) | 24.8 (76.6) | 26.3 (79.3) | 26.8 (80.2) | 25.7 (78.3) | 26.3 (79.3) |
| 일일 평균 기온 °C (°F)                   | 16.7 (62.1) | 17.8 (64.0) | 17.7 (63.9) | 21.0 (69.8) | 20.8 (69.4) | 19.7 (67.5) | 17.2 (63.0) | 17.4 (63.3) | 17.9 (64.2) | 17.9 (64.2) | 17.4 (63.3) | 16.2 (61.2) | 18.1 (64.7) |
| 일평균 최저 기온 °C (°F)                 | 7.5 (45.5)  | 8.4 (47.1)  | 10.8 (51.4) | 12.7 (54.9) | 12.9 (55.2) | 12.4 (54.3) | 12.0 (53.6) | 12.6 (54.7) | 11.1 (52.0) | 9.6 (49.3)  | 8.0 (46.4)  | 6.7 (44.1)  | 10.4 (50.7) |
| 평균 강수량 mm (인치)                    | 3 (0.1)     | 2 (0.1)     | 9 (0.4)     | 27 (1.1)    | 31 (1.2)    | 67 (2.6)    | 221 (8.7)   | 199 (7.8)   | 67 (2.6)    | 12 (0.5)    | 13 (0.5)    | 1 (0.0)     | 652 (25.6)  |
| 출처: Climate-Data.org (altitude: 2133m) |             |             |             |             |             |             |             |             |             |             |             |             |             |

## 세계유산
악숨은 다음과 같은 세계유산 선정 기준을 충족하는 점에서 선정되었다.
- I. 독특한 예술적 혹은 미적인 업적, 즉 창조적인 재능의 걸작품을 대표하는 유산.
- IV. 가장 특징적인 사례의 건축 양식으로서 중요한 문화적, 사회적, 예술적, 과학적, 기술적 혹은 산업의 발전을 대표하는 양식.

## 자매 도시
- 미국 덴버

## 사진

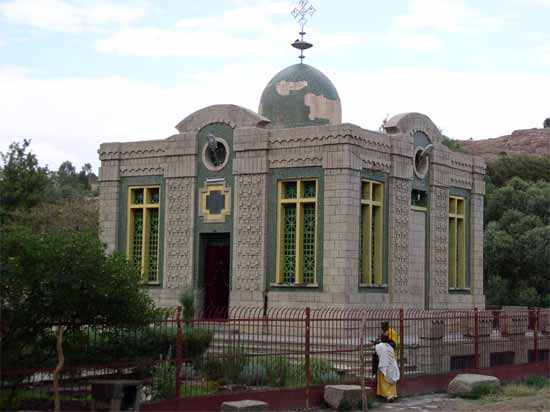
에티오피아 정교회 예배당
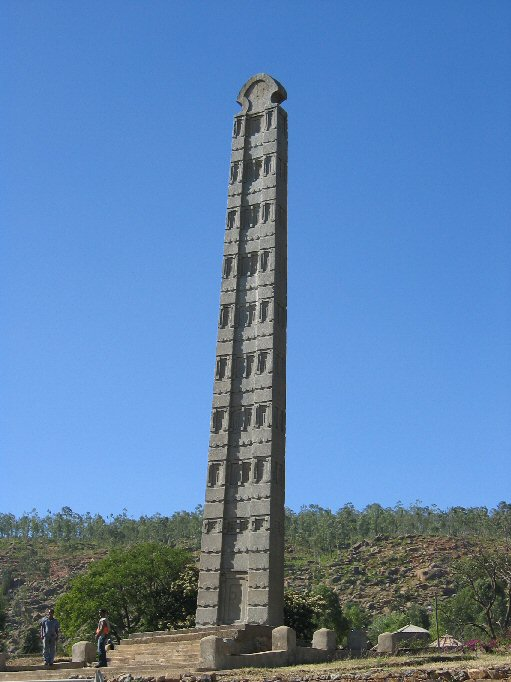
돌기둥
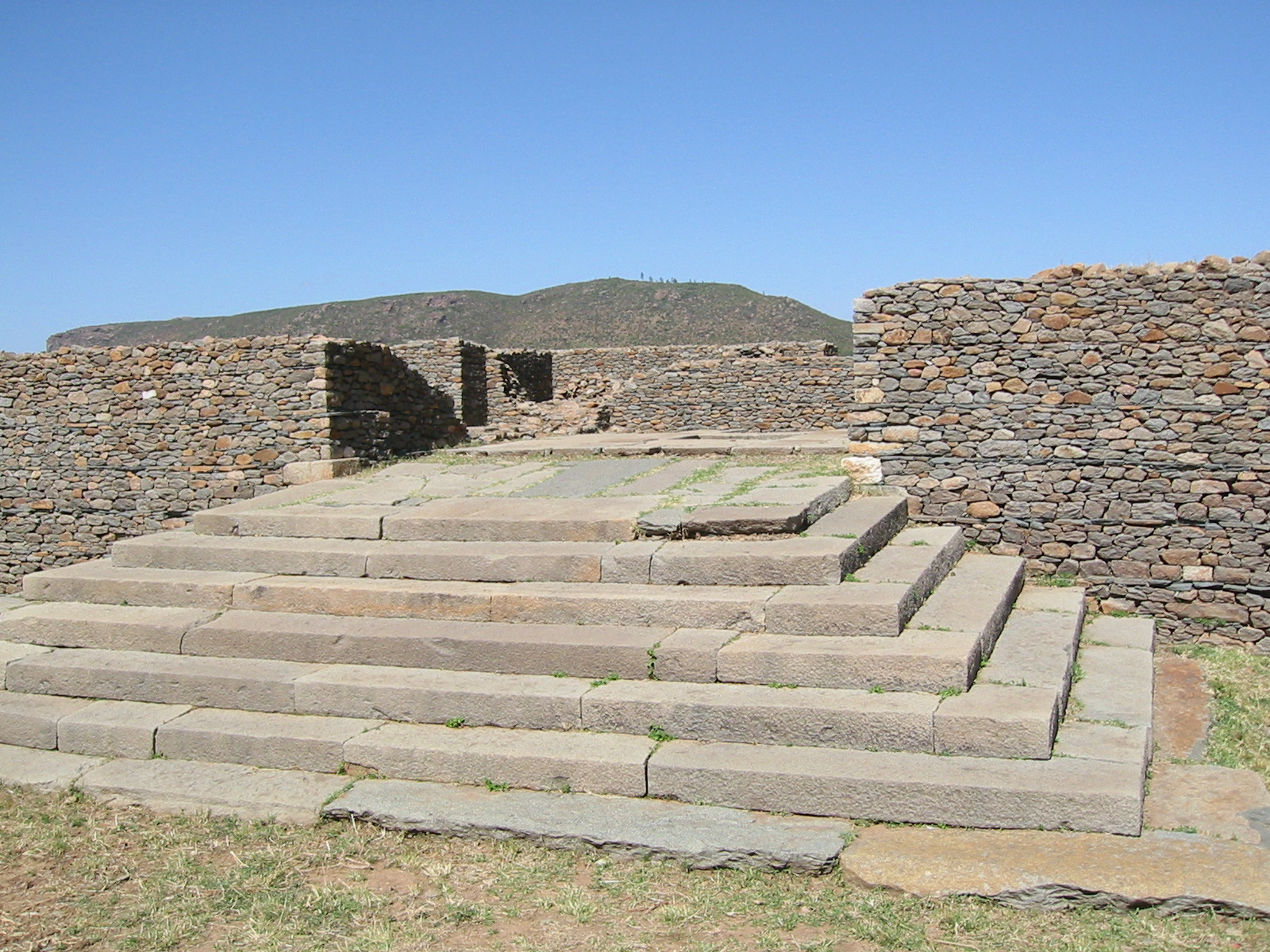
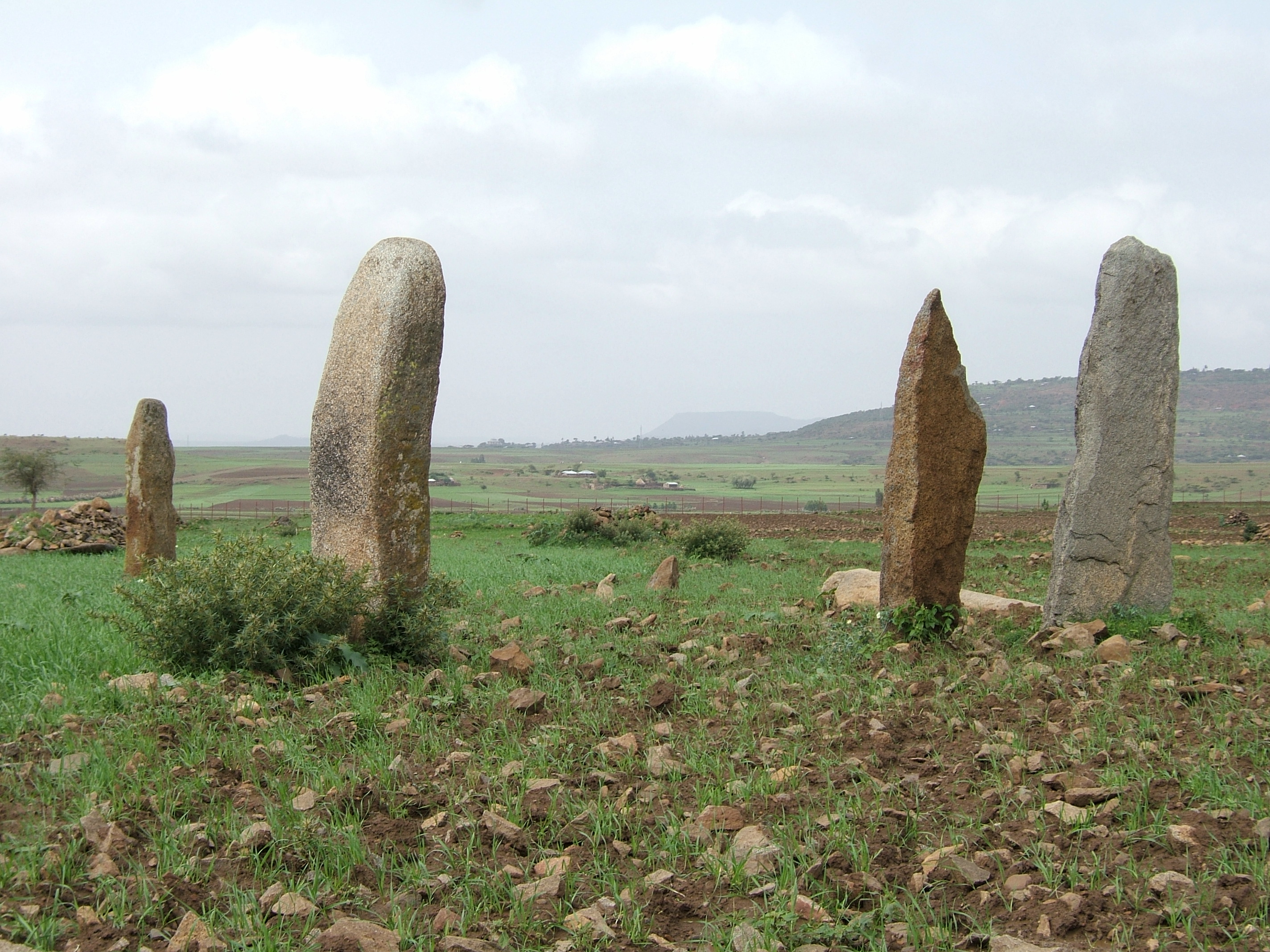

## 같이 보기
- 에티오피아의 세계유산